# Bernardino Zendrini

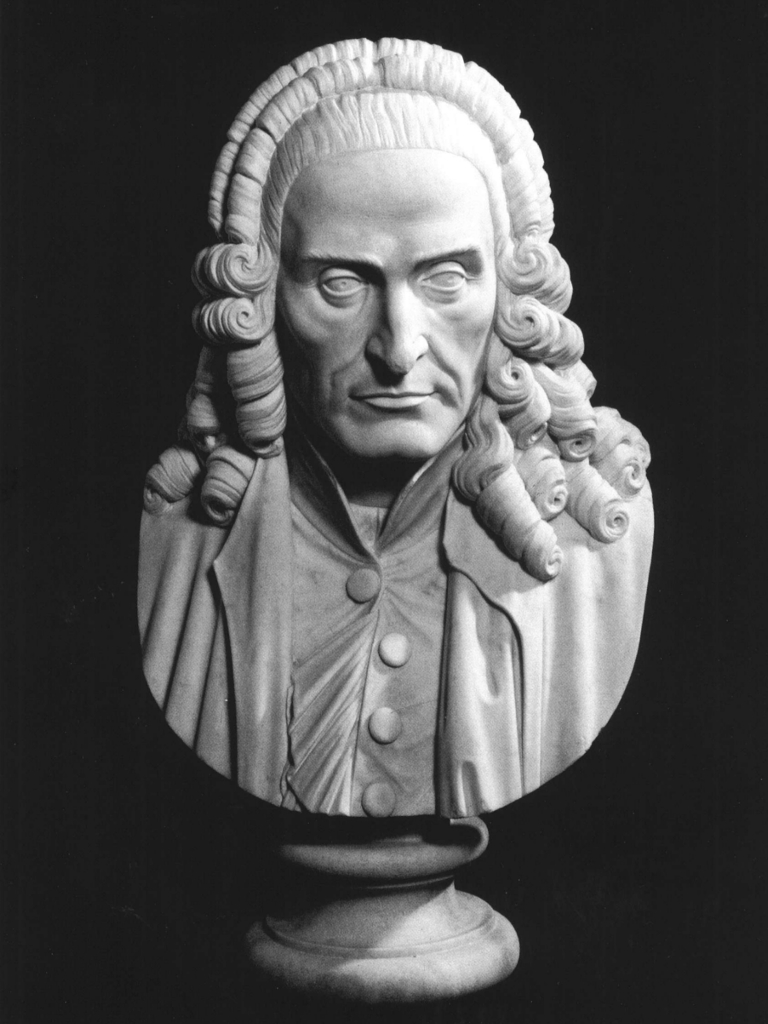
Bernardino Zendrini, Büste im Panteon Veneto, Istituto Veneto

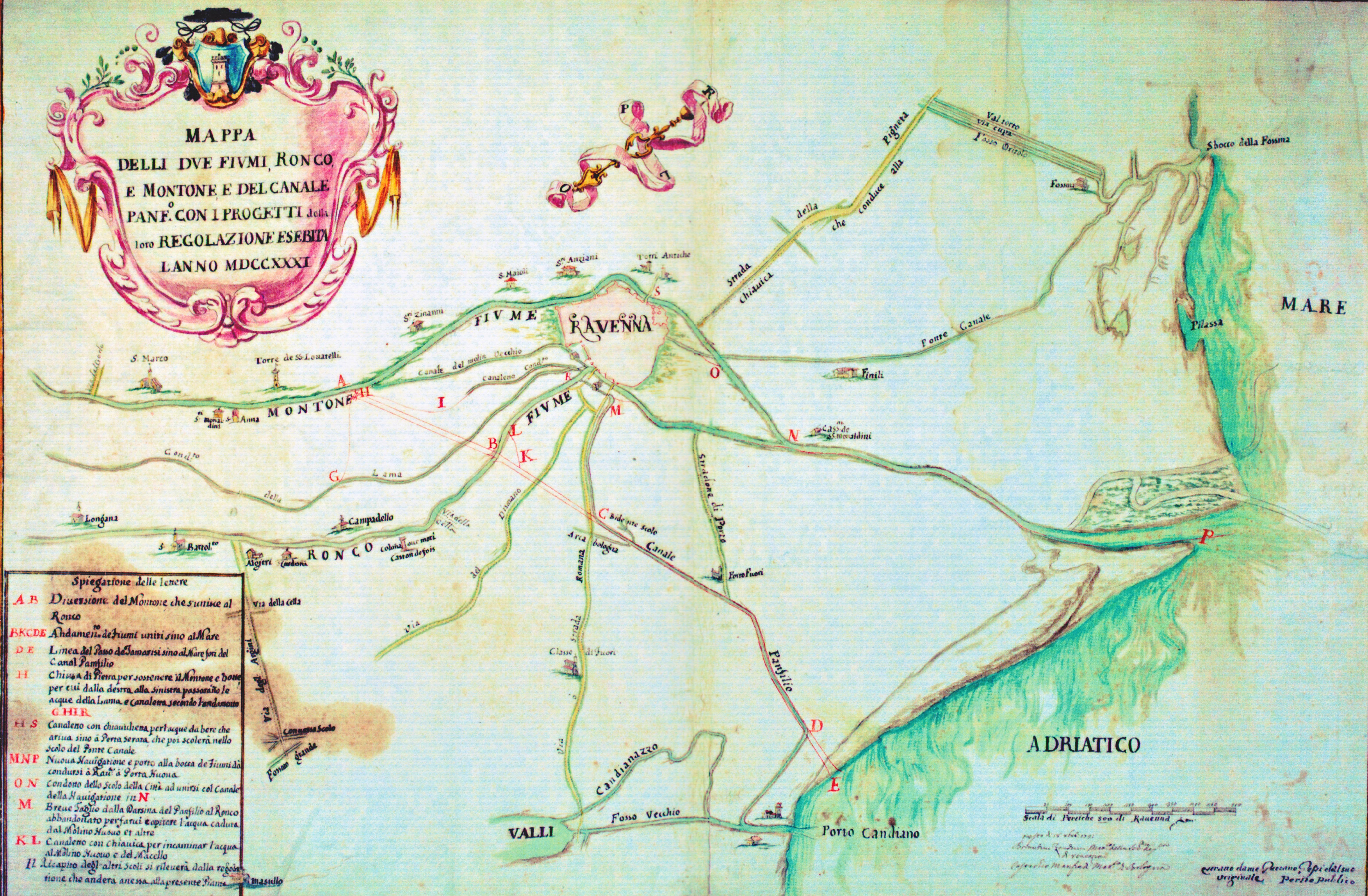
Plan der Flussregulierung um Ravenna, Bernardino Zendrini, Eustachio Manfredi, Mappa di sintesi dei progetti di regolazione dei fiumi di Ravenna 1731. Die Karte befindet sich in der Classense-Bibliothek (N. Tarlazzi-Bestand: 120b).

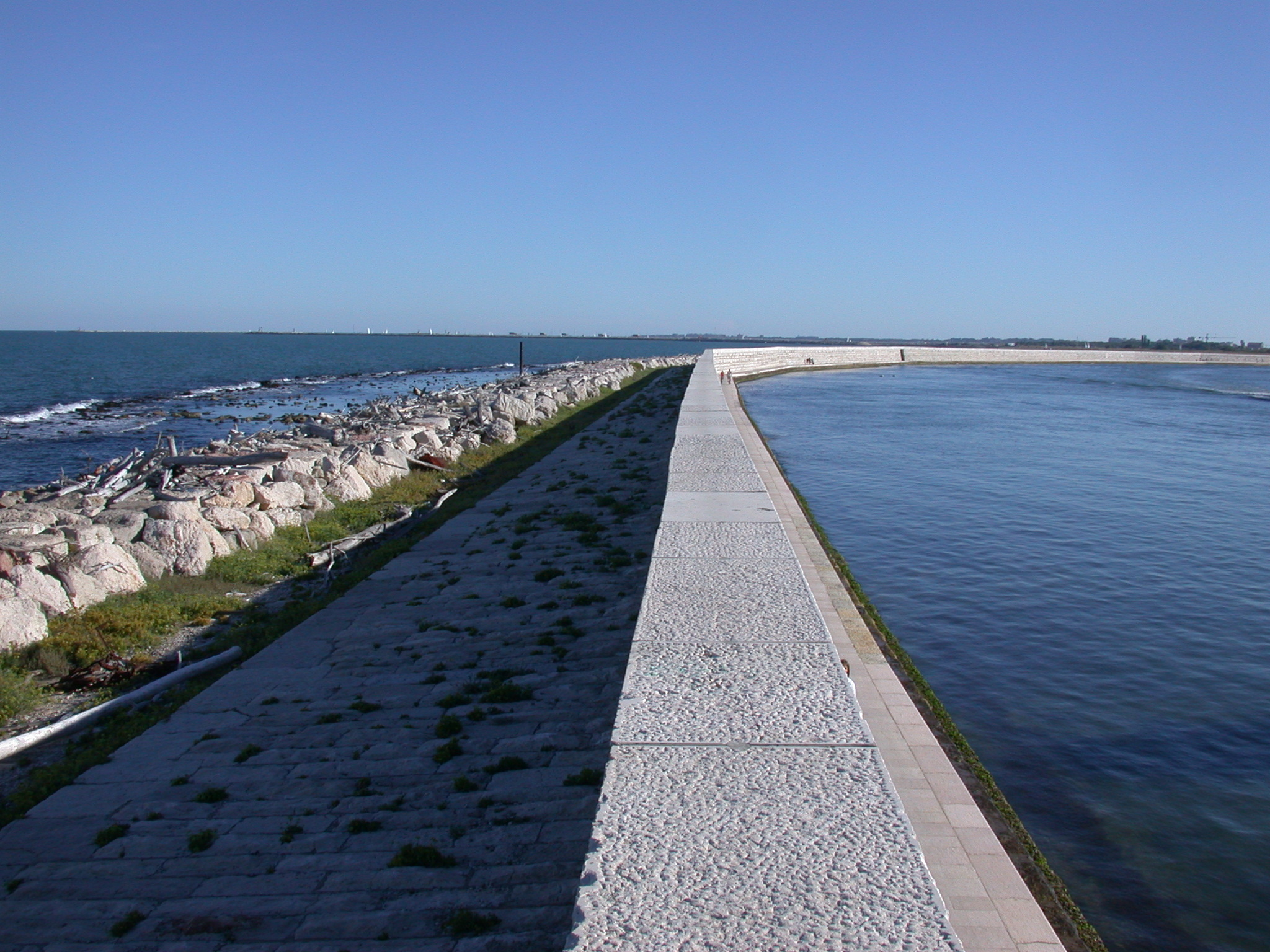
Murazzi an der Lagune von Venedig

Gutachten zur Regulierung des Reno für Ferrara 1717

Bernardino Zendrini (* 7. April 1679 in Saviore dell’Adamello; † 18. Mai 1747 in Venedig) war ein italienischer Wasserbauingenieur, Arzt, Astronom und Mathematiker, der im Dienst der Republik Venedig stand.

## Leben
Zendrini besuchte das Jesuitenkolleg in Venedig, studierte Philosophie und Medizin in Padua mit dem Laurea-Abschluss 1701 und war dann eine Weile Arzt in seinem Heimatort. 1704 ging er nach Venedig, wo er sich unter anderem mit Physik befasste (Schwerkraft, Astronomie, Geodäsie, Hydraulik, Elektrizitätslehre u. a.) und sich in naturwissenschaftlichen Intellektuellenkreisen bewegte. Zendrini befasste sich früh in Italien mit Infinitesimalrechnung im Sinn von Gottfried Wilhelm Leibniz (sowie mit analytischer Geometrie nach René Descartes). Er nahm 1717 im Sinne von Ferrara Stellung zu einem zwischen Bologna und Ferrara strittigen Problem der Regulierung des Reno und wurde 1720 leitender Wasserbauingenieur der Stadt Venedig. Er beriet die Republik Lucca bezüglich der sumpfigen Umgebung von Viareggio, das durch die 1741 bis etwa 1750 dauernden Arbeiten unter anderem die grassierende Malaria zurückdrängen konnte, und den Papst in Ravenna bei dessen Wasserbauproblemen (Umleitung der Flüsse Ronco und Montone und Bau eines neuen Hafens), wozu er 1731 einen Vorschlag mit Eustachio Manfredi veröffentlichte. Er reiste auch zum Beispiel nach Wien als beratender Ingenieur. Er liegt in der Jesuitenkirche in Venedig begraben. Die Republik gab eine Porträt-Büste im Auftrag, die heute im Panteon Veneto ist.
Zendrini leitete ab etwa 1738 die Erneuerung der Dämme und Steinwälle, die die Lagune von Venedig vor Sturmfluten schützten. Dazu leitete er den Bau von Dämmen aus istrischen Karst-Marmor-Blöcken, die mit Puzzolane-Zement verbunden waren (Murazzi), zwischen der Insel Pellestrina und dem Hafen von Chioggia verliefen und deren Bau 1744 bis 1782 dauerte und die ursprünglich von Vincenzo Maria Coronelli vorgeschlagen wurden. Die Verwendung von Puzzolane als Zement war schon den Römern bekannt, dann aber bis zur Wiederentdeckung durch Zendrini in Vergessenheit geraten. 1747 veröffentlichte er ein Lehrbuch der Hydraulik und des Wasserbaus, das Methoden der Infinitesimalrechnung benutzte.

## Schriften
- Alcune considerazioni sopra la scienza delle acque correnti, e sopra la storia naturale del Pò per servire di lume nella controversia, che verte frà le città di Ferrara, e di Bologna, 1717
- Giustificazione de fatti prodotti nell’Articolo 2. delle ragioni per escludere il progetto di unire Reno al Po’ di Lombardia, Ferrara 1717
- Relazione che concerne il Miglioramento dell’Aria e la riforma di quel Porto, 1735 (Bericht für die Stadt Viareggio)
- Leggi e fenomeni, regolazioni e usi delle acque correnti, Venedig 1741